# 柳沢経隆
柳沢 経隆（やなぎさわ つねたか）は、甲斐甲府新田藩主、のち越後黒川藩の初代藩主。側用人として有名な柳沢吉保の四男。母は側室正親町町子（田中氏とも）。正室は正親町直子。官位は従五位下、刑部少輔。

## 経歴
江戸神田橋邸にて生まれる。幼名は安通、伊織。元禄8年（1695年）6月19日、将軍徳川綱吉の命令を受けて横手姓に改姓した。その後の元禄14年（1701年）11月26日、松平姓を名乗ることを許される。宝永6年（1709年）6月3日、父より1万石を分与されて甲府新田藩主となった。宝永7年（1710年）4月7日に元服する。
享保9年（1724年）閏4月28日、甲斐から越後黒川に移封されたが、翌年8月23日に32歳で死去した。子がなく、跡を養嗣子の里済が継いだ。法号は実山勝義天休院。墓所は東京都新宿区市ヶ谷河田町の正覚山月桂寺。

## 系譜
父母
- 柳沢吉保（父）
- 正親町町子 - 側室[1]（母）

正室
- 正親町直子 - 正親町公通の娘

養子
- 柳沢里済 - 柳沢保教の五男